# 장파
장파(長波, Low frequency, LF)는 주파수가 30~300kHz 정도, 파장 범위가 1000m~10000m 정도인 전자파를 말하는 ITU 지시자이다.
파장이 아주 길어서 멀리 나가므로 원거리 통신이나 러시아 같은 영토가 큰 나라에서는 장파방송 등에 사용된다. 표준시 방송에도 사용되며, 이를 활용한 상용 전자시계가 시중에 판매되기도 한다.
장파는 지표파(Surface wave)의 특성이 강하며 지명의 영향이 받는다. 물 속 어느 정도까지 도달하므로 선박과 항공기의 무선항행이나 수중통신, 표지통신(Beacon) 등의 특수목적에 이용된다.

## 방송
장파방송(長波放送)은 장파를 이용한 라디오 방송이다. 주로 러시아를 비롯하여 몽골, 터키, 유럽, 마그레브의 각 나라에서 국내 방송을 위한 용도로 방송, 운영한다. 장파 방송을 위한 주파수는 보통 148.5~283.5KHz 이내에 배치되어 있다. 주파수 간격은 중파와 동일하게 9KHz이나 일부 방송국은 3KHz 간격으로 설정된 곳도 있다.

## 같이 보기
- 장파방송
- RFID
- 시보